# Live in Chicago (킹 크림슨의 음반)
| 평가 점수          | 평가 점수 |
| 출처               | 점수      |
| ------------------ | --------- |
| All About Jazz     | [ 1 ]     |
| The Spill Magazine | [ 2 ]     |
| Team Rock          | [ 3 ]     |

《Live in Chicago》는 영국의 프로그레시브 록 밴드 킹 크림슨의 라이브 음반으로, 2017년 10월 14일에 디서플린 글로벌 모바일을 통해 발매되었다. 이 음반은 2017년 미국 투어 중 일리노이주 시카고의 시카고 극장에서 6월 28일에 녹음되었다. 이 음반은 밴드의 여덟 곡으로 구성된 첫 번째 스튜디오 음반으로, 주로 1970년대 초반의 신곡과 작곡 편곡이 특징이다.

## 배경
2017년 킹 크림슨의 미국 투어를 위해 밴드는 드러머 세 명, 기타리스트 두 명, 베이시스트 한 명, 키보디스트 한 명, 색소포니스트 겸 플루트니스트 한 명으로 구성되었다. 이 라인업은 "더블 콰르텟"으로 알려져 있다. 공연의 대부분은 밴드의 새로운 형식에 맞게 재구성된 오래된 킹 크림슨 소재로 구성되어 있다. 킹 크림슨 창립 멤버 로버트 프립은 공연에 대해 "KC 라이브 쇼를 찾고 있다면 시카고는 특별했다"고 말했고, 베이시스트 토니 레빈은 이 쇼를 "우리의 최고 중 하나"라고 불렀다.

## 곡 목록
| #   | 제목                                  | 작사·작곡                                                | 재생 시간 |
| --- | ------------------------------------- | -------------------------------------------------------- | --------- |
| 1.  | 〈Bellscape & Orchestral Werning〉    | 로버트 프립                                              | 2:29      |
| 2.  | 〈Larks' Tongues in Aspic: Part One〉 | 데이비드 크로스, 프립, 존 웨튼, 빌 브루포드, 제이미 뮤어 | 9:27      |
| 3.  | 〈Neurotica〉                         | 아드리안 벨류, 브루포드, 프립, 토니 레빈                 | 4:54      |
| 4.  | 〈The Errors〉                        | 자코 작스익, 개빈 해리슨, 프립                           | 4:54      |
| 5.  | 〈Cirkus〉                            | 피터 신필드, 프립                                        | 7:31      |
| 6.  | 〈The Lizard Suite〉                  | 신필드, 프립                                             | 11:21     |
| 7.  | 〈Fallen Angel〉                      | 웨튼, 리처드 파머제임스, 프립                            | 6:01      |
| 8.  | 〈Larks' Tongues in Aspic: Part Two〉 | 프립                                                     | 7:08      |
| 9.  | 〈Islands〉                           | 신필드, 프립                                             | 9:50      |
| 10. | 〈Pictures of a City〉                | 신필드, 프립                                             | 9:59      |

| #   | 제목                                         | 작사·작곡                                               | 재생 시간 |
| --- | -------------------------------------------- | ------------------------------------------------------- | --------- |
| 1.  | 〈Indiscipline〉                             | 벨류, 브루포드, 프립, 레빈                              | 8:01      |
| 2.  | 〈The ConstruKction of Light (Part I only)〉 | 벨류, 팻 마스텔로토, 프립, 트레이 건                    | 6:20      |
| 3.  | 〈Easy Money〉                               | 웨튼, 파머제임스, 프립                                  | 9:34      |
| 4.  | 〈The Letters〉                              | 프립, 신필드                                            | 6:37      |
| 5.  | 〈Interlude〉                                | 프립                                                    | 2:29      |
| 6.  | 〈Meltdown〉                                 | 작스익, 프립                                            | 4:22      |
| 7.  | 〈Radical Action II〉                        | 프립                                                    | 2:28      |
| 8.  | 〈Level Five〉                               | 마스텔레토, 프립, 건                                    | 7:03      |
| 9.  | 〈Starless〉                                 | 브루포드, 크로스, 웨튼, 파머제임스, 프립                | 14:55     |
| 10. | 〈"Heroes" 〉                                | 브라이언 이노, 데이비드 보위                            | 4:27      |
| 11. | 〈21st Century Schizoid Man〉                | 그렉 레이크, 이언 맥도널드, 마이클 자일스, 신필드, 프립 | 15:55     |